# Пергамент, Осип Яковлевич
Осип (Иосиф) Яковлевич Пергамент  (1868/1869, Феодосия — 1909, Санкт-Петербург) — русский юрист, общественный деятель, писатель, Первый председатель Совета, гласный Одесской городской думы, член II и III Государственной думы. Младший брат учёного-правоведа и цивилиста Михаила Яковлевича Пергамента.

## Биография
Родился 21 декабря 1868 (2 января 1869) года в Феодосии в еврейской купеческой семье. Начальное образование получил дома и даже был отправлен учится за границу, но вскоре отец разорился и в 15 лет Осип Яковлевич был вынужден самостоятельно формировать свою карьеру. В 1887 году окончил Ришельевский лицей, был претендентом на золотую медаль, но из-за участия в делах, носивших политический характер, был её лишён. Затем учился на  физико-математическом факультете Новороссийского университета, который окончил в 1891 году с серебряной медалью.
В течение 1891—1894 годы работал в Одессе преподавателем физики и математики; готовился к магистерскому экзамену по физике (составил в то же время самоучитель испанского языка для евреев-эмигрантов); опубликовал много научно-популярных очерков по различным отделам физики; блестяще владел несколькими иностранными языками
В 1894 году сдал экзамен в государственной юридической испытательной комиссии и записался в сословие присяжных поверенных, стал помощником будущего одесского городского головы В. Я. Протопопова. В 1899 году стал присяжным поверенным судебной палаты одесского округа.

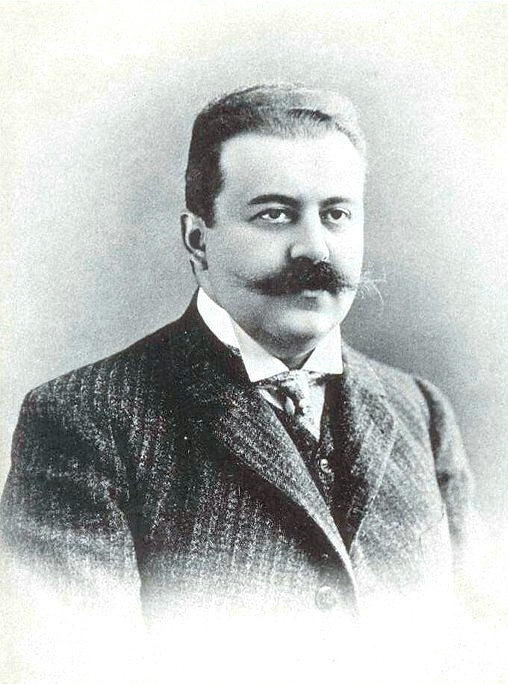
О. Я. Пергамент

В 1904 году О. Я. Пергамент был избран председателем совета присяжных поверенных Одесского округа. Писал критические статьи в газету по социально-экономическим проблемам и политическим реформам, необходимым стране.
Принял активное участив в Первой российской революции. В 1905 году стал одним из создателей Союза союзов (организация, создавшая профсоюзы журналистов, писателей, юристов, преподавателей, врачей, инженеров и т. д. возникла 1 мая 1905 года, председателем стал П. Н. Милюков). О. Я. Пергамент создал в Одессе Союз адвокатов. За свою революционную деятельность, носившею пропагандистский и просветительский характер, был на несколько месяцев выслан в Пермскую губернию.
Стал активным членом, созданного в Одессе 5 декабря 1905 года комитета Партии конституционных демократов.
Был депутатом от всей Одессы во II Государственной Думе и от I-й курии города Одессы в III Думе. В парламентской фракции, занимая одно из первых мест (вместе с B. A. Маклаковым составил наказ для Думы), выступал по крупнейшим политическим и научно-государственным вопросам; по вопросу о еврейском бесправии П. напечатал: «Еврейский вопрос и народная свобода» (предисловие к рус. пер. книги Ломброзо об антисемитизме — Одесса, 1906) и «Еврейский вопрос и обновление России» (Сб. «Зарницы» К. Панкеева. — СПб., 1908. — Т. I). «Освобождение евреев из-под тяготеющего над ними гнета — одна из сторон раскрепощения русского народа от административного произвола» — писал Пергамент, доказывая, что никакое улучшение русской внутренней жизни «невозможно без одновременного освобождения евреев от тяготеющего над ними бесправия», что «сохранение еврейского бесправия способствует в корне уничтожению благодетельного значения всех попыток обновления государственной жизни», что еврейский вопрос стоит на пути течения новой русской гражданственности широкой грядой камней, которые ни при каком половодье не дадут мирно пройти государственному кораблю и остановят его впредь до разрешения еврейского вопроса.
Подорвал свою карьеру, защищая мошенницу Ольгу фон Штейн. За содействие побегу преступницы был привлечен к суду чести и лишён права заниматься адвокатской деятельностью.
Умер при невыясненных обстоятельствах 16 (29) мая 1909 года в Санкт-Петербурге; «Петербургская газета» 30 мая 1909 года сообщала: «Приехавшие врачи нашли его почти без сознания и, несмотря на все принятые меры, не могли вернуть его к жизни. Он умер не приходя в сознание. Какая причина этой странной смерти — говорят разно. Иные приписывают её самоубийству, а именно отравлению, имевшему место еще в пятницу. Яд покойный, как говорят, носил всегда при себе. Другие — нервному потрясению, происшедшему от неожиданно полученного известия, подействовавшего на него угнетающим образом, и приведшего к разрыву сердца»
Был похоронен на Смоленском православном кладбище.